# Dambanchan (district)
Dambanchan est l'un des districts de la sous-préfecture de Tanéné (Boké), situé dans la préfecture de Boké en république de Guinée,,,.

## Géographie

### Démographie
- En 2014, le district comptait 4 042 habitants selon les RGPH 2014[5].